# Stranded Deep
 (juin 2015).
Si vous disposez d'ouvrages ou d'articles de référence ou si vous connaissez des sites web de qualité traitant du thème abordé ici, merci de compléter l'article en donnant les références utiles à sa vérifiabilité et en les liant à la section « Notes et références ».
 (août 2015).
Stranded Deep est un jeu vidéo indépendant de survie et d'aventure développé par BEAM Team Games. Le jeu est disponible publiquement en version bêta depuis le 26 janvier 2015 via la plateforme de distribution numérique Steam.

## Système de jeu
Le joueur incarne un homme dans un avion survolant l’océan Pacifique. L’avion s’échoue dans l’océan et le joueur se retrouve dans un canot de secours, près d’une île déserte. Le but du jeu sera de survivre dans un environnement hostile.
L’environnement, créé dynamiquement, se compose de petites îles isolées et inhabitées. Elles comportent de nombreuses ressources nécessaires à la survie du joueur : par exemple des arbres permettant d’obtenir du bois, des palmiers pour les noix de coco, des pierres, des yucca pour créer des cordes, etc.
Le joueur est soumis aux contraintes de faim, de soif et possède également une jauge de santé. Le jeu est en vision subjective, et propose de nombreuses créatures avec lesquelles le joueur peut interagir. Il s’agit principalement de petits poissons, de requins, de crabes et d’autres animaux correspondant à la faune des îles du Pacifique.
Un système de fabrication (craft) permet également au joueur de créer différents objets à partir des ressources de base. Il est par exemple possible de créer des outils à partir de bâtons et de pierres, de construire un abri à l’aide de planches, etc.,
Lorsque le joueur explore le monde ouvert de Stranded Deep, il peut découvrir des épaves de bateaux. Ceux-ci peuvent contenir des coffres contenant des objets uniques ne pouvant être obtenus par la fabrication, par exemple un briquet, une boîte de conserve, un feu de Bengale, etc.

## Développement
Stranded Deep sort en accès anticipé le 23 janvier 2015 sur la plateforme de distribution numérique Steam. Le jeu est développé et édité par BEAM Team Games, un studio de jeu vidéo indépendant dont c’est le premier jeu. Il est tout d'abord disponible pour Windows puis deux mois plus tard sous environnement Mac. Il nécessite un clavier et une souris pour contrôleurs de jeu ou une manette

## Accueil
Dès la sortie en accès anticipé, le jeu attire l’attention des joueurs de PC, notamment grâce à sa partie survie, son système de fabrication et ses graphismes plutôt réussis .